# Torre de vigía del castillo de Guimerá
La Torre de vigía del castillo de Guimerá en la comarca catalana de Urgel, es el resto más significante del antiguo castillo, del que también queda un trozo de la muralla. Se ha convertido en el edificio más emblemático de Guimerá.
El castillo fue construido en el siglo XI por los cristianos durante la Reconquista. En el año 1971 pasó a propiedad de la Diputación de Lérida, pero en los últimos siglos había sufrido un expolio bastante fuerte y hoy día no queda más que restos.
La torre recibió intervenciones puntuales de consolidación entre 1973 y 1984.